# Uttrichshausen
Uttrichshausen ist ein Ortsteil in der Gemeinde Kalbach im Süden des osthessischen Landkreises Fulda.

## Geographische Lage
Uttrichshausen liegt in einer Höhe von ca. 390 Metern über NN vor den nordwestlichen Hängen der Rhön in einem Seitental des Döllbachs, im Naturpark „Hessische Rhön“ und in dem seit 1972 bestehenden Landschaftsschutzgebiet "Frauenstein".
Nachbarorte sind Zillbach im Norden, Büchenberg und Altenhof im Nordosten, Motten im Osten, Heubach im Süden und Oberkalbach im Westen.

## Geschichte

### Ortsgeschichte
Erstmals wurde der Ort am 19. Mai 811 urkundlich erwähnt. In der Schenkung eines gewissen Gundo wird zu "Orthereshusa" im Grabfeldgaue "dem hl. Bonifatius (d. h. dem Kloster Fulda) außer sechs Unfreien sein gesamter Besitz an Klein- und Großvieh übereignet. Der nächste Hinweis findet sich in einem fuldischen Urbar aus der Zeit um das Jahr 1000. Danach befanden sich auf dem Abteigute zu "Otricheshusen" elf Slawen, von denen ein jeder zwei Siklen Jahreszins zu entrichten hatte. Mehrere Jahrhunderte lang lag der Ort im Spannungsfeld zwischen dem Hochstift Fulda, den Herren und späteren Grafen von Hanau und örtlichen Adligen, die hier zwei Burgsitze hatten, die Burg Uttrichshausen und das Schloss Anberg.
Der Ort gehörte zum Gericht Altengronau, das 1333 als Reichslehen aus einer Erbschaft vom Haus Rieneck an die Herrschaft Hanau kam. Aus dem Gericht entstand im 15. Jahrhundert das Amt Schwarzenfels der Grafschaft Hanau, ab 1459: Grafschaft Hanau-Münzenberg.
1643 wurde das Amt Schwarzenfels – und damit auch Uttrichshausen – als Pfand zusammen mit anderen Sicherheiten der Landgrafschaft Hessen-Kassel übergeben. Es sollte für Hanauer Schulden bürgen, die im Zusammenhang mit der Befreiung der Stadt Hanau von der Belagerung durch kaiserliche Truppen 1636 gegenüber Hessen-Kassel entstanden waren. Hanau gelang es nicht mehr, dieses Pfand von Hessen-Kassel zu lösen. Das Amt wurde in der Folgezeit wie landgräfliches Eigentum verwaltet. Auch nachdem Hessen-Kassel 1736, nach dem Tod des letzten Hanauer Grafen, Johann Reinhard III., die Grafschaft Hanau-Münzenberg erbte, wurde es mit dieser nicht wieder vereinigt.
Der Landgraf von Hessen-Kassel wurde 1803 zum Kurfürsten erhoben, sein Land kam jedoch bereits 1806 unter napoleonische Besatzung. Uttrichshausen war somit ab 1806 unter französischer Militärverwaltung, gehörte von 1807 bis 1810 zum Fürstentum Hanau und dann von 1810 bis 1813 zum Großherzogtum Frankfurt, Departement Hanau. Anschließend fiel es wieder an das nunmehrige Kurfürstentum Hessen zurück. Nach der Verwaltungsreform des Kurfürstentums Hessen von 1821, im Rahmen derer das Staatsgebiet in vier Provinzen und 22 Kreise eingeteilt wurde, gehörte Uttrichshausen zum Landkreis Schlüchtern. 1867 wurde das Kurfürstentum nach dem Preußisch-Österreichischen Krieg von Preußen annektiert.
Hessische Gebietsreform (1970–1977)
zum 31. Dezember 1971 wurde im Zuge der Gebietsreform in Hessen die bis dahin selbstständige Gemeinde Heubach auf freiwilliger Basis nach Uttrichshausen eingemeindet. Uttrichshausen wurde dann zum 1. August 1972 kraft Landesgesetz in die Großgemeinde Kalbach (Landkreis Fulda) eingegliedert. Für Uttrichshausen wurde, wie für die anderen Ortsteile von Kalbach, ein Ortsbezirk eingerichtet.

### Verwaltungsgeschichte im Überblick
Die folgende Liste zeigt die Staaten und Verwaltungseinheiten, denen Uttrichshausen angehört(e):
- vor 1458: Heiliges Römisches Reich, Grafschaft Hanau
- ab 1458: Heiliges Römisches Reich, Grafschaft Hanau-Münzenberg, Amt Schwarzenfels
- ab 1643: Heiliges Römisches Reich, Landgrafschaft Hessen-Kassel (als Pfand), Grafschaft Hanau-Münzenberg, Amt Schwarzenfels
- ab 1803: Heiliges Römisches Reich, Landgrafschaft Hessen-Kassel, Fürstentum Hanau, Amt Schwarzenfels[Anm. 2]
- 1806–1810: Kaiserreich Frankreich,[Anm. 3] Fürstentum Hanau, Amt Schwarzenfels (Militärverwaltung)
- 1810–1813: Großherzogtum Frankfurt, Departement Hanau, Distrikt Schwarzenfels
- ab 1816: Kurfürstentum Hessen,[Anm. 4] Fürstentum Hanau, Amt Schwarzenfels[9]
- ab 1821/22: Kurfürstentum Hessen, Provinz Hanau, Kreis Schlüchtern[10][Anm. 5]
- ab 1848: Kurfürstentum Hessen, Bezirk Hanau
- ab 1851: Kurfürstentum Hessen, Provinz Hanau, Kreis Schlüchtern
- ab 1867: Königreich Preußen,[Anm. 6] Provinz Hessen-Nassau, Regierungsbezirk Kassel, Kreis Schlüchtern
- ab 1871: Deutsches Reich, Königreich Preußen, Provinz Hessen-Nassau, Regierungsbezirk Kassel, Kreis Schlüchtern
- ab 1918: Deutsches Reich, Freistaat Preußen, Provinz Hessen-Nassau, Regierungsbezirk Kassel, Kreis Schlüchtern
- ab 1944: Deutsches Reich, Freistaat Preußen, Provinz Kurhessen, Landkreis Schlüchtern
- ab 1945: Amerikanische Besatzungszone,[Anm. 7] Groß-Hessen, Regierungsbezirk Wiesbaden, Landkreis Schlüchtern
- ab 1946: Amerikanische Besatzungszone, Hessen, Regierungsbezirk Wiesbaden, Landkreis Schlüchtern
- ab 1949: Bundesrepublik Deutschland, Hessen, Regierungsbezirk Wiesbaden, Landkreis Schlüchtern
- ab 1968: Bundesrepublik Deutschland, Hessen, Regierungsbezirk Darmstadt, Landkreis Schlüchtern
- ab 1972: Bundesrepublik Deutschland, Hessen, Regierungsbezirk Kassel, Landkreis Fulda, Gemeinde Kalbach

## Bevölkerung

### Einwohnerstruktur 2011
Nach den Erhebungen des Zensus 2011 lebten am Stichtag dem 9. Mai 2011 in Uttrichshausen 864 Einwohner. Darunter waren 12 (1,4 %) Ausländer.
Nach dem Lebensalter waren 153 Einwohner unter 18 Jahren, 354 waren zwischen 18 und 49, 180 zwischen 50 und 64 und 174 Einwohner waren älter.
Die Einwohner lebten in 348 Haushalten. Davon waren 105 Singlehaushalte, 84 Paare ohne Kinder und 135 Paare mit Kindern, sowie 24 Alleinerziehende und 3 Wohngemeinschaften. In 81 Haushalten lebten ausschließlich Senioren und in 225 Haushaltungen leben keine Senioren.

### Einwohnerentwicklung
- 1812: 85 Feuerstellen, 664 Seelen[7]

| Uttrichshausen: Einwohnerzahlen von 1812 bis 2020 | Uttrichshausen: Einwohnerzahlen von 1812 bis 2020 | Uttrichshausen: Einwohnerzahlen von 1812 bis 2020 | Uttrichshausen: Einwohnerzahlen von 1812 bis 2020 | Uttrichshausen: Einwohnerzahlen von 1812 bis 2020 |
| --- | ------------------------------------------------- | ------------------------------------------------- | ------------------------------------------------- | ------------------------------------------------- |
| Jahr |                                                   |                                                   |                                                   | Einwohner                                         |
| 1812 | 1812                                              |                                                   | 664                                               | 664                                               |
| 1834 | 1834                                              |                                                   | 891                                               | 891                                               |
| 1840 | 1840                                              |                                                   | 1.006                                             | 1.006                                             |
| 1846 | 1846                                              |                                                   | 1.002                                             | 1.002                                             |
| 1852 | 1852                                              |                                                   | 952                                               | 952                                               |
| 1858 | 1858                                              |                                                   | 873                                               | 873                                               |
| 1864 | 1864                                              |                                                   | 829                                               | 829                                               |
| 1871 | 1871                                              |                                                   | 783                                               | 783                                               |
| 1875 | 1875                                              |                                                   | 745                                               | 745                                               |
| 1885 | 1885                                              |                                                   | 800                                               | 800                                               |
| 1895 | 1895                                              |                                                   | 735                                               | 735                                               |
| 1905 | 1905                                              |                                                   | 692                                               | 692                                               |
| 1910 | 1910                                              |                                                   | 670                                               | 670                                               |
| 1925 | 1925                                              |                                                   | 648                                               | 648                                               |
| 1939 | 1939                                              |                                                   | 629                                               | 629                                               |
| 1946 | 1946                                              |                                                   | 848                                               | 848                                               |
| 1950 | 1950                                              |                                                   | 832                                               | 832                                               |
| 1956 | 1956                                              |                                                   | 760                                               | 760                                               |
| 1961 | 1961                                              |                                                   | 740                                               | 740                                               |
| 1967 | 1967                                              |                                                   | 794                                               | 794                                               |
| 1970 | 1970                                              |                                                   | 783                                               | 783                                               |
| 1972 | 1972                                              |                                                   | 801                                               | 801                                               |
| 1987 | 1987                                              |                                                   | 808                                               | 808                                               |
| 1996 | 1996                                              |                                                   | 873                                               | 873                                               |
| 2006 | 2006                                              |                                                   | 886                                               | 886                                               |
| 2011 | 2011                                              |                                                   | 854                                               | 854                                               |
| 2016 | 2016                                              |                                                   | 853                                               | 853                                               |
| 2020 | 2020                                              |                                                   | 840                                               | 840                                               |
| Datenquelle: Historisches Gemeindeverzeichnis für Hessen: Die Bevölkerung der Gemeinden 1834 bis 1967. Wiesbaden: Hessisches Statistisches Landesamt, 1968. Weitere Quellen: LAGIS; ab 1987: Gemeinde Kalbach; Zensus 2011 |                                                   |                                                   |                                                   |                                                   |

### Historische  Religionszugehörigkeit
| • 1885: | 396 evangelische (= 49,50 %), 360 katholische (= 45,00 %) und 44 jüdische (= 5,50 %) Einwohner |
| • 1961: | 348 evangelische (= 47,03 %), 392 römisch-katholische (= 52,97 %) Einwohner                    |

## Religion
Im Ort gibt es eine evangelische Kirche mit einem Gemeindehaus. Sie gehört zur Evangelischen Kirchengemeinde Oberkalbach-Heubach-Uttrichshausen.
Die römisch-katholische Kirche ist dem Heiligen Bonifatius geweiht. Sie ist eine Filialkirche der katholischen Kirchengemeinde St. Kilian Kalbach, die organisatorisch zum Pastoralverbund St. Barbara Flieden-Kalbach-Neuhof gehört.
Ebenso gibt es die landeskirchliche Gemeinschaft Christustreff Rhön e. V., welche zum Hessischen Gemeinschaftsverband (HeGeV) e. V. in Marburg gehört.

## Politik
Für Uttrichshausen besteht ein Ortsbezirk (Gebiete der ehemaligen Gemeinde Uttrichshausen) mit Ortsbeirat und Ortsvorsteher nach der Hessischen Gemeindeordnung.
Der Ortsbeirat besteht aus sieben Mitgliedern. Bei den Kommunalwahlen in Hessen 2021 betrug die Wahlbeteiligung zum Ortsbeirat 61,75 %. Es wurden gewählt fünf Mitglieder der Liste „Bürger für Uttrichshausen“ (BfK) und zwei Mitglieder der CDU. Der Ortsbeirat wählte Volker Röbig (BfK) zum Ortsvorsteher.

## Wirtschaft und Infrastruktur
Uttrichshausen war bis einschließlich 2015 Förderschwerpunkt im Hessischen Dorferneuerungsprogramm.

### Unternehmen
- In dem Dorf ist der Fertighaushersteller Rensch-Haus, ein Familienunternehmen in fünfter Generation, beheimatet.[15]

### Öffentliche Einrichtungen
- Uttrichshausen hat seit 1988 eine Mehrzweckhalle.
- Die Rhönschule im Ort ist eine Grundschule.

### Verkehr
Durch den Ort, der von der Talbrücke der Bundesautobahn 7 in zwei Teile geteilt wird, führen die Landesstraßen 2304 und 3207. In der Gemarkung liegen die beiden Autobahnraststätten Uttrichshausen West und Ost.